# الكسندر ألبرشت
الكسندر ألبرشت (بالسلوفاكية: Alexander Albrecht)‏ هو ملحن وعازف بيانو سلوفاكي، ولد في 12 أغسطس 1885 في أراد في رومانيا، وتوفي في 30 يوليو 1958 في براتيسلافا في سلوفاكيا.

## وصلات خارجية
- الكسندر ألبرشت على موقع مونزينجر (الألمانية)
- الكسندر ألبرشت على موقع ميوزك برينز (الإنجليزية)
- الكسندر ألبرشت على موقع ديسكوغز (الإنجليزية)